# مارك فورنير
مارك فورنير (بالفرنسية: Marc Fournier)‏ (و. 1994  م) هو راكب دراجة هوائية فرنسي، ولد في 12 نوفمبر 1994 في ألونسون، فرنسا. بدأ مسيرته الاحترافية مع فريق "إف دي جي" (FDJ) في عام 2015، حيث انضم كمتدرب في 1 أغسطس 2015 واستمر مع الفريق حتى عام 2017. في عام 2018، انضم إلى فريق "فيتال كونسبت" (Vital Concept).مركز لعبه هو Rouleur ‏.
الإنجازات البارزة:
- في عام 2016، فاز فورنير بالتصنيف العام لسباق "حلبة دي لا سارث" (حلبة دي لا سارث)، محققًا أداءً مميزًا خلال مراحل السباق.

## سباقات أو مراحل فاز بها
| التاريخ        | السباق                  | المركز                                                 |
| -------------- | ----------------------- | ------------------------------------------------------ |
| 16 يونيو 2013  | بوكليس دي لا مايين 2013 | المركز الثاني                                          |
| 06 يوليو 2014  | 2014 Paris–Chauny       | المركز الثاني                                          |
| 08 أبريل 2016  | حلبة دي لا سارث 2016    | الفائز في التصنيف العام، الفائز في ترتيب النقاط للشباب |
| 25 سبتمبر 2016 | 2016 Duo Normand        | المركز الثالث                                          |

## روابط خارجية
- مارك فورنير على موقع الاتحاد الدولي للدراجات (الإنجليزية)
- مارك فورنير على موقع أرشيف الدراجات (الإنجليزية)
- مارك فورنير على موقع إحصائيات الدراجات الإحترافية (الإنجليزية)
- مارك فورنير على موقع نسبة الدراجات (الإنجليزية)